# Club Independiente Petrolero
Il Club Independiente Petrolero è una società calcistica boliviana di Sucre, fondata il 4 aprile 1932.

## Storia
In seguito alla sua fondazione, prese parte al campionato del Dipartimento di Chuquisaca. Nel 1976 ottenne l'accesso in Copa Simón Bolívar, chiudendo al secondo posto. Nel 1981 ebbe la possibilità di giocare nel campionato professionistico, istituito nel 1977. Rimase in massima serie fino al 1983, anno in cui l'ultimo posto in classifica gli costò la retrocessione. Tornò in Liga del Fútbol Profesional nella stagione 1990; nel campionato 1999 ottenne la qualificazione in Coppa CONMEBOL, partecipando per la prima volta a una manifestazione internazionale. Venne eliminato dal Talleres, squadra argentina, al primo turno. Nel torneo 2003 l'ultimo posto complessivo in prima divisione causò la retrocessione in Copa Simón Bolívar. Nel 2010 l'Independiente Petrolero ha vinto il campionato regionale.

## Palmarès

### Competizioni nazionali
- Campionato boliviano: 1

2021
- Copa Simón Bolívar: 2

1980, 1989